# Wavelet-transformation
Indenfor matematik er en wavelet-række en repræsentation af en kvadratisk integrabel (reel- eller kompleks-værdi) funktion af en bestemt ortonormal række genereret af en wavelet. Denne artikel viser en formel, matematisk definition af en ortonormal wavelet og af den integrale wavelet-transformation også kaldet den integrale wavelet-afbildning.

## Formel definition
En funktion {\displaystyle \psi \in L^{2}(\mathbb {R} )} kaldes for en ortonormal wavelet hvis den kan anvendes til at definere et Hilbert-basis, som er en fuldstændigt ortonormalt system, for Hilbertrummet {\displaystyle L^{2}(\mathbb {R} )} af kvadratisk integrable funktioner. Hilbert basen bliver konstrueret som familien af funktioner {\displaystyle \{\psi _{jk}:j,k\in \mathbb {Z} \}} ved hjælp af dyadiske translationer og dilationer af {\displaystyle \psi \,},
{\displaystyle \psi _{jk}(x)=2^{j/2}\psi (2^{j}x-k)\,}
for heltal {\displaystyle j,k\in \mathbb {Z} }. Denne familie er et ortonormalt system hvis det er ortonormalt under det indre produkt
{\displaystyle \langle \psi _{jk},\psi _{lm}\rangle =\delta _{jl}\delta _{km}}
hvor {\displaystyle \delta _{jl}\,} er Kroneckers delta og {\displaystyle \langle f,g\rangle } er det standard indre produkt {\displaystyle \langle f,g\rangle =\int _{-\infty }^{\infty }f(x){\overline {g(x)}}dx} på {\displaystyle L^{2}(\mathbb {R} ).}
Fuldstændigskravet er at enhver funktion {\displaystyle h\in L^{2}(\mathbb {R} )} kan ekspanderes i basis som
{\displaystyle h(x)=\sum _{j,k=-\infty }^{\infty }c_{jk}\psi _{jk}(x)}
med rækkekonvergensforstået som værende normkonvergens. Sådan en funktionsrepræsentation f er kendt som en wavelet-række.  Dette medfører at en ortonormal wavelet er selv-dual.

## Wavelet-transformation
Den integrale wavelet-transformation eller integrale wavelet-afbildning er integraltransformationen defineret ved
{\displaystyle \left[W_{\psi }f\right](a,b)={\frac {1}{\sqrt {|a|}}}\int _{-\infty }^{\infty }{\overline {\psi \left({\frac {x-b}{a}}\right)}}f(x)dx\,}
Wavelet-koefficienterne {\displaystyle c_{jk}} er så givet ved
{\displaystyle c_{jk}=\left[W_{\psi }f\right](2^{-j},k2^{-j})}
Her er, {\displaystyle a=2^{-j}} kaldet den binære dilation eller dyadiske dilation, og {\displaystyle b=k2^{-j}} er den binære eller dyadiske position.

## Wavelet-kompression
Wavelet-kompression er en form for datakompression der er velegnet til billedkompression (nogle gange også videokompression og audiokompression). Kendte implementationer er JPEG 2000, DjVu og ECW for enkelt billeder, REDCODE, CineForm, BBC's Dirac, og Ogg Tarkin for video. Målet er at gemme billeddata på så lidt plads som muligt i en fil.  Wavelet-kompression kan enten være tabsfri eller ikke-tabsfri.